# ثقافة البوسنة والهرسك

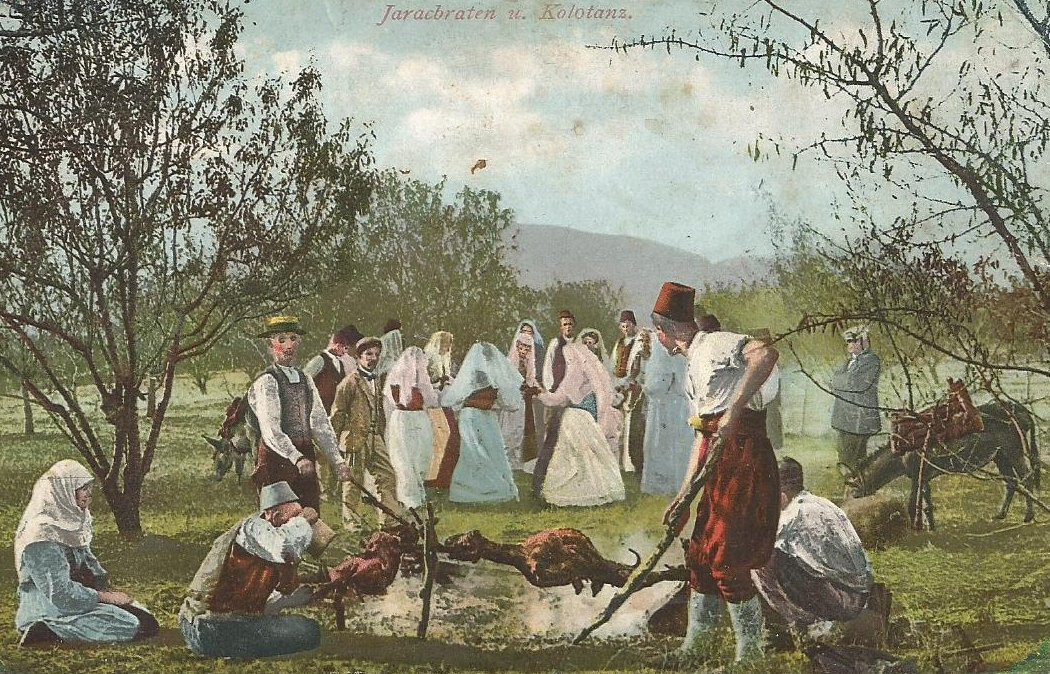
لحم خروف مشوي ورقص "كولو" (دائرة) - البوسنة والهرسك، 1895.

تشمل ثقافة البوسنة والهرسك التراث القديم، والهندسة المعمارية، والأدب، والفنون البصرية، والموسيقى، والسينما، والرياضة، والمطبخ.

## التراث الثقافي القديم

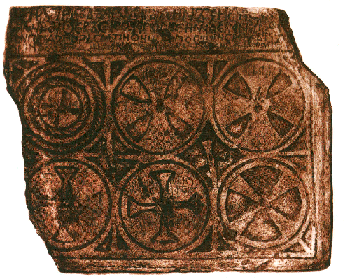
صفيحة كولين بان وجدت في بيسكوبيتشي بالقرب من فيسوكو.

يعود تاريخ النقش الصخري الذي قام به فنان في كهف بادانج بالقرب من مدينة ستولاك إلى العصر الحجري القديم (حوالي 12000 و 16000 قبل الميلاد). إنه يمثل موت حصان تحت وابل من السهام. إنه أقدم اكتشاف من العصر الحجري القديم في جنوب شرق أوروبا. هناك أيضًا تراث غني من ثقافة العصر الحجري الحديث في البوسنة والهرسك. تم العثور على عناصر جميلة بشكل خاص في بوتمير بالقرب من سراييفو (5000 قبل الميلاد). خلال العصر البرونزي، اِحْتَلَتْ أراضي البوسنة والهرسك القبائل الإيليرية مثل Japods (جابودس) في بيهاتش وDaors (دورس) في Daorson بالقرب من ستولاتش. وقد تأثروا بشكل مباشر باليونانيين، كما رأينا في دورسون على وجه الخصوص. تم غزو الإليريين من قبل الرومان، الذين تركوا الطرق والجسور والفيلات الجميلة بالفسيفساء في جميع أنحاء البوسنة والهرسك. أفضل الأمثلة المحفوظة موجودة في Mogorjelo بالقرب من Čapljina والفسيفساء في Stolac (يعود تاريخها إلى القرن الثالث). تم إنشاء البازيليكا المسيحية في جميع أنحاء البلاد (Zenica ،Visoko ،Mostar ،Široki Brijeg)، وقد أثرت أعمالهم الحجرية المنحوتة على الفن البوسني الأصلي الأول في العصور الوسطى، الموجود على شواهد قبور ستيتشاك stećak.

### ميثاق بان كولين
ميثاق بان كولين هو شهادة الميلاد الرمزية لدولة البوسنة، حيث أنها أول وثيقة مكتوبة تشير إلى حدود البوسنة (بين أنهار درينا وسافا وأونا). وعناصر الدولة البوسنية - الحاكم والعرش والنظام السياسي. وهو مكتوب باللغة البوسنية السيريلية ويشير أيضًا إلى شعب البوسنة «البوسنيون». وكان الميثاق اتفاقية تجارية بين البوسنة وجمهورية دوبروفنيك.

### المتحف الوطني
أهم عنصر في المتحف الوطني في سراييفو هو Sarajevo Haggadah (سراييفو هاغادا) وهو مخطوطة يهودية مزخرفة تعود أصولها إلى إسبانيا في القرن الثاني عشر. تشمل العناصر المهمة الأخرى قداس هرفوجيف (Hrvojev misal) ومخطوطة هفال (Hvalov zbornik)، وكلاهما من الكتب الليتورجية البوسنية التي تم إنتاجها في كرواتيا في بداية القرن الخامس عشر، وكتاب قرآن من القرن السادس عشر وعهد ليونتيف الجديد (Leontijevo četverojevanđelje).

## الأدب
تتمتع البوسنة والهرسك بتراث أدبي غني. يعتبر ماتيجا ديفكوفيتش، وهو كاتب بوسني فرنسيسكاني، مؤسس الأدب الحديث للبوسنة والهرسك. ومن بين الشعراء البارزين أنطون برانكو شيميتش وأليكسا شانتيتش وجوفان دوتشيتش وماك ديزدار. ومن بين كُتّاب النثر البارزين الحائزين على جائزة نوبل للآداب إيفو أندريتش، ميسا سليموفيتش، الزعيم Topčić، زلاتكو توبسيتك، سيميزدين مييمدينوفيتش، أليكسندار هيمون، برانكو كوبيتش، ميليينكو جيرغوفيتش، إيزاك ساموكوفليخا، علة سيدران، بيتار كوسيتش وندزاد إبريسيموفيتش. تأسس المسرح الوطني عام 1919 في سراييفو وكان أول مخرج له الكاتب المسرحي الشهير برانيسلاف نوشيتش. أما المجلات مثل Novi Plamen و Most و Sarajevske sveske هي بعض من أبرز المنشورات التي تغطي الموضوعات الثقافية والأدبية.

## الفنون البصرية
كانت الفنون البصرية في البوسنة والهرسك تتطور دائمًا وتراوحت من شواهد القبور الأصلية في العصور الوسطى (ste stak) إلى اللوحات في محكمة Kotromani. ومع ذلك، كان الاحتلال النمساوي المجري عام 1878 هو الذي أدى إلى نهضة الرسم البوسني. ظهر أوائل الفنانين الذين تدربوا في الأكاديميات الأوروبية في بداية القرن العشرين. وشمل هؤلاء غابريجيل يوركيتش، وبيتر تيشيتش، وكارلو ميجيتش، وشبيرو بوكاريتش، وبيتار شاين، ودوكو مازاليتش، ورومان بتروفيتش، ولازار درلياتشا. خلف جيلهم فنانين مثل عصمت موجيزينوفيتش وفوجو ديميترييفيتش وإيفو سيريميت وميكا تودوروفيتش. ومن بين الفنانين البارزين في فترة ما بعد الحرب العالمية الثانية فيرجيليج نيفجستيتش، وبكير ميسيرليتش، وليوبو لاه، وميهو سيفيتش، وفرانجو ليكار، ومرساد بربر، وإبراهيم ليوبوفيتش، وديفاد هوزو، وأفان راميش وسفيت زيك وإسمار موجيزينوفيميتش ومحمد زيك. يضم متحف Ars Aevi للفن المعاصر في سراييفو أعمالًا لفنانين مشهورين في جميع أنحاء العالم.

## موسيقى

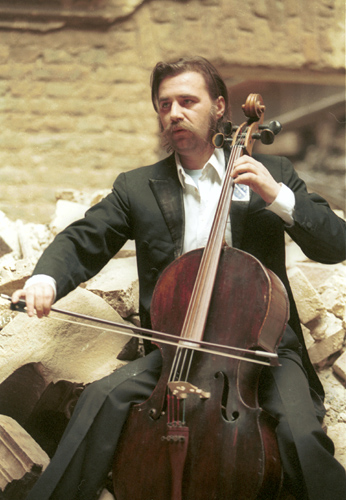
فيدران سمايلوفيتش، عازف التشيلو في سراييفو.

أشهر أشكال الأغاني البوسنية والهرسكية ذات الأصل الحديث نسبيًا (أوائل القرن العشرين) هي موسيقى الجذر البوسني (التي تُعزف مع "šargija") والغانجا وريرا وأوكافيكا (أوجا نوخا). الأشكال الشعبية الأخرى الباقية من العصر العثماني هي سيفدالينكا.
تحظى موسيقى البوب وموسيقى الروك بشعبية أيضًا، ويمثلها موسيقيون مشهورون مثل جوران بريغوفيتش، ودافورين بوبوفيتش، وكمال مونتينو، وزدرافكو سوليتش، وجوني أوتوليتش، وإيدو مايكا، ودينو ميرلين، وتومو ميليشيفيتش. من الملحنين الموهوبين Đorđe Novković و Esad Arnautalić و Kornelije Kovač والعديد من فرق البوب والروك، على سبيل المثال: Bijelo Dugme ،Indexi ،Zabranjeno Pušenje، تضم بعض المجموعات الرائدة من عصر يوغوسلافيا السابقة .
البوسنة هي موطن الملحن دوشان سيستيتش، مؤلف النشيد الوطني الحالي للبوسنة والهرسك ووالد المغنية ماريا سيستيتش، وعازف البيانو ساشا توبيريتش.

## سينما
أبرز المخرجون وكتاب السيناريو والمنتجون البوسنيون هم: زلاتكو توبسيتك، ميرزا Idrizović، عايدة بيجيتش، إيفيكا ماتيتش، دانيس تانوفيتش، هايرودين كرفافاتش، أديمير كينوفيتش، بنيامين فيليبوفيتش، أحمد إيماموفيتش، بير زاليكا، جميلة تسبانيتش، دينو موستافيتك واللاعب Srđan Vuletić.
أصبح مهرجان سراييفو السينمائي، الذي تأسس عام 1995، الأكبر والأكثر تأثيرًا في جنوب شرق أوروبا.

## رياضات

### دورة الالعاب الاولمبية
كان أهم حدث رياضي دولي في تاريخ البوسنة والهرسك هو استضافة دورة الألعاب الأولمبية الشتوية لعام 1984، التي أقيمت في سراييفو في الفترة من 7 إلى 19 فبراير 1984.
بعض الرياضيين البوسنيين البارزين هم:
- روما 1960: توميسلاف كنيز وفليمير سومبولاك (كرة القدم).
- ميونيخ 1972: أباز أرسلاناجيتش، ميلوراد كاراليتش، نيبويشا بوبوفيتش، سور لافرينيتش، ودوبريفويي سيليتش (كرة يد).
- موسكو 1980: ميرزا ديليباشيتش وراتكو رادوفانوفيتش (كرة سلة).
- لوس أنجلوس 1984: زدرافكو رازينوفيتش، زلاتان أرناوتوفيتش (كرة يد)، وأنتو يوسيبوفيتش (ملاكمة).

كرة طائرة جالسة
منتخب البوسنة والهرسك للكرة الطائرة للجلوس هو الفريق الأكثر تتويجًا ويمثل البوسنة والهرسك. فاز الفريق بميداليتين ذهبيتين في الألعاب الأولمبية للمعاقين ( 2004 و 2012 ) والعديد من ألقاب الكرة الطائرة العالمية والأوروبية. فَقَدَ العديد من اللاعبين أطرافهم في حرب البوسنة 1992-1995.

### الرياضة الشعبية
ألعاب القوى
أنتجت البوسنة والهرسك العديد من الرياضيين البارزين، بما في ذلك أعضاء المنتخب اليوغوسلافي قبل استقلال البوسنة والهرسك. أبرز رياضي في سباقات المضمار والميدان في البلاد منذ الاستقلال هو العداء أميل توكا، الذي حصل على الميدالية البرونزية في سباق 800 متر في بطولة العالم لألعاب القوى لعام 2015 والميدالية الفضية في 800 متر في بطولة العالم لألعاب القوى 2019.
كرة القدم
كرة القدم هي الرياضة الأكثر شعبية في البوسنة والهرسك. يعود تاريخها إلى عام 1903 ولكن شعبيتها نمت بشكل ملحوظ بعد الحرب العالمية الثانية. في حقبة ما قبل الاستقلال، فازت سراييفو (1967 و 1984) وشيلجيزنيجار (1972) بلقب البطولة اليوغوسلافية. ضم المنتخب اليوغوسلافي السابق لكرة القدم عددًا من اللاعبين البوسنيين، مثل: جوزيب كاتالينسكي، ودوسان باجيفيتش، وميروسلاف بلاتشيفيتش، وإيفيكا أوسيم، وسافيت سوسيتش، وميرساد فزلاجيتش.
منذ الاستقلال فشل منتخب البوسنة والهرسك لكرة القدم في التأهل لأي بطولة أوروبية أو بطولة عالمية، حتى كأس العالم 2014 FIFA، بعد فوزه بثماني مباريات ليضمن مكانه بعد سنوات عديدة من المحاولات الفاشلة في الظهور لأول مرة في FIFA. كافحت المنتخبات الوطنية البوسنية لتقديم أفضل فريق مؤهل لأن العديد من اللاعبين المولودين في البوسنة والهرسك يختارون اللعب في بلدان أخرى لأسباب تتعلق بالتعريف العرقي وبسبب الرواتب الأعلى التي تقدمها الفرق الأخرى (على سبيل المثال: ماريو ستانيتش ومايل ميتيتش. ولد كلاهما في البوسنة لكنهما يلعبان مع كرواتيا وصربيا على التوالي؛ ومن بين اللاعبين المشهورين دوليًا من البوسنة والهرسك الذين اتخذوا خيارات مماثلة زوران سافيتش، وفلاديمير رادمانوفيتش، وزوران بلانينيتش، وألكسندر نيكوليتش، وسافو ميلوسيفيتش).
كرة سلة
كان نادي كرة السلة البوسني KK Bosna من سراييفو بطل أوروبا في عام 1989. ضم فريق كرة السلة الوطني اليوغوسلافي، الفائز بالميداليات في كل بطولة عالمية من عام 1963 حتى عام 1990، لاعبين بوسنيين مثل دراسين داليباجيتش، وميرزا ديليباشيتش. تتأهل البوسنة والهرسك بانتظام لبطولة Eurobasket. فاز نادي كرة السلة النسائي Jedinstvo، ومقره توزلا، ببطولة أوروبا لعام 1979 في فلورنسا.
ملاكمة
فاز الملاكم متوسط الوزن مارجان بينيس بالعديد من بطولات البوسنة والهرسك والبطولات اليوغوسلافية وبطولة أوروبا. في عام 1978، فاز بلقب العالم ضد إيليش أوبيدا من جزر البهاما. فاز أنتي يوسيبوفيتش، متوسط الوزن آخر، بالميدالية الذهبية الأولمبية في لوس أنجلوس عام 1984. كما فاز بالبطولة اليوغوسلافية عام 1982، وبطولة البلقان عام 1983 وكأس بيوجراد عام 1985. فيليكس شتورم الملقب عدنان كاتيك هو ملاكم ألماني سابق في بطولة الوزن المتوسط من أصل بوسني. لديه علم البوسنة في ملابسه وغالبا ما يحمل حكايات باللغة البوسنية بعد مباراة ملاكمة.
شطرنج
كان فريق الشطرنج البوسني بطل يوغوسلافيا سبع مرات، بالإضافة إلى فوزه بأربع بطولات أوروبية: 1994 في ليون، 1999 في بوجوينو، 2000 في نيوم، 2001 في كاليتيا. كما فاز نادي Borki Predojević للشطرنج (من Teslić) ببطولتين أوروبية للأندية، في Litohoreu (اليونان) في عام 1999، وكاليتي (اليونان) في عام 2001.
كرة اليد
فاز نادي بوراك لكرة اليد، الفائز بالبطولة الوطنية اليوغوسلافية سبع مرات، بكأس بطولة أوروبا عام 1976 وكأس الاتحاد الدولي لكرة اليد عام 1991.
الكاراتيه
كان نادي توزلا سينالكو للكاراتيه من توزلا الفريق اليوغوسلافي الأكثر فوزًا بالبطولة، كما فاز بأربع بطولات أوروبية وبطولة عالمية واحدة.
آخر

## مطبخ

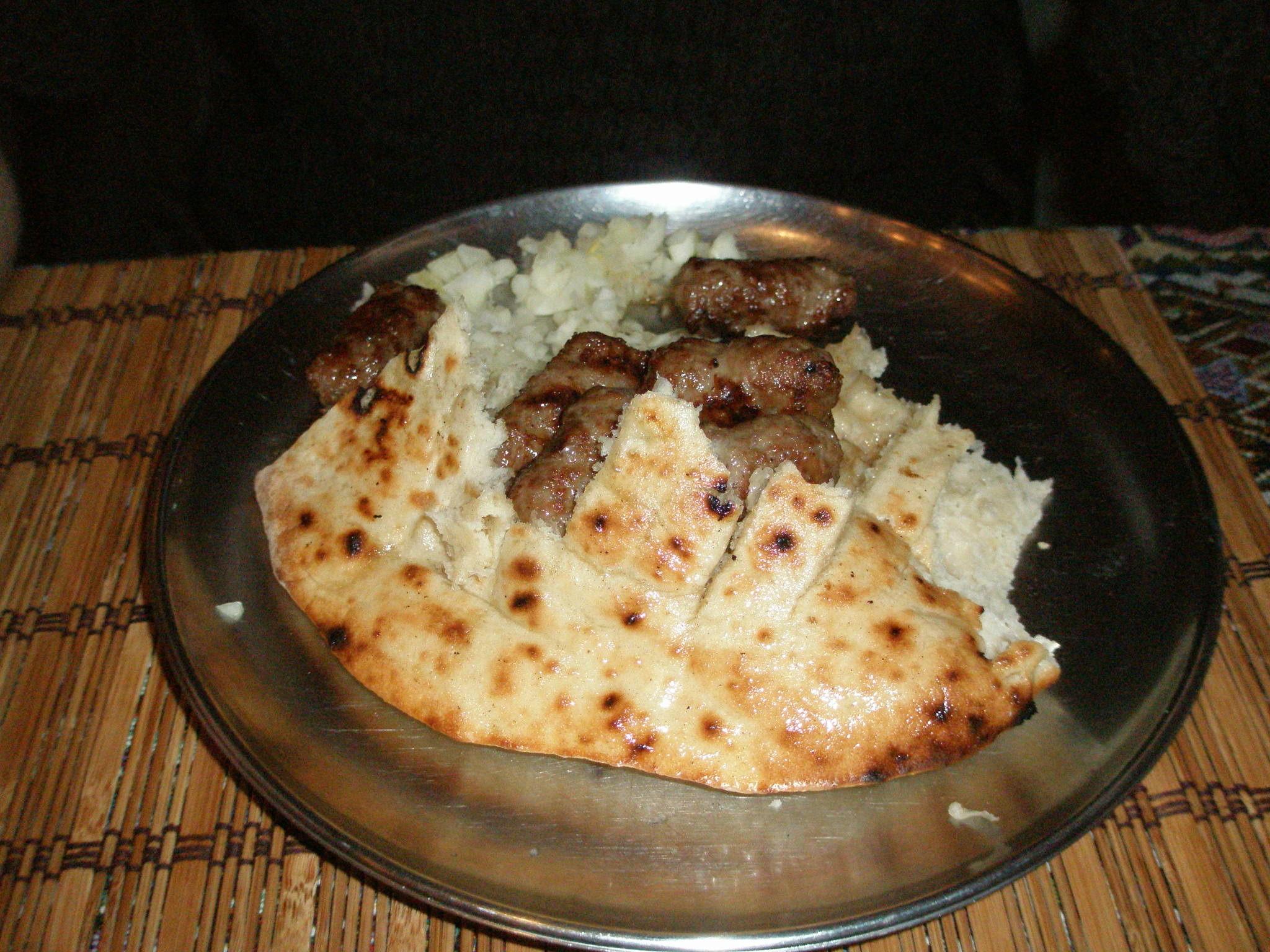
سيفابي البوسني مع البصل في سومون.

يعكس المطبخ البوسني توازنًا بين التأثيرات الغربية والشرقية. نظرًا لما يقرب من 500 عام من الحكم العثماني، يرتبط الطعام البوسني ارتباطًا وثيقًا بالمأكولات التركية واليونانية وغيرها من المأكولات العثمانية والمتوسطية السابقة. ومع ذلك، يمكن اكتشاف سنوات من الحكم النمساوي في العديد من التأثيرات من أوروبا الوسطى. يستخدم المطبخ البوسني العديد من التوابل، ولكن عادة بكميات صغيرة جدًا. معظم الأطباق خفيفة لأنها مسلوقة؛ الصلصات طبيعية تمامًا، وتتكون من أكثر بقليل من العصائر الطبيعية للخضروات في الطبق. تشمل المكونات النموذجية الطماطم والبطاطس والبصل والثوم والفلفل والخيار والجزر والملفوف والفطر والسبانخ والكوسة والفاصوليا المجففة والفاصوليا الطازجة والخوخ والحليب والقشدة التي تسمى بافلاكا. تشمل أطباق اللحوم النموذجية الدجاج ولحم البقر ولحم الضأن. بعض التخصصات المحلية ćevapi ،burek، دولما، سارما، بيلاو، اليخني، أجفار ومجموعة واسعة من الحلويات الشرقية. أفضل أنواع النبيذ المحلي تأتي من المنطقة الجنوبية من البلاد، الهرسك، حيث المناخ مناسب بشكل خاص لزراعة العنب. يُقطر البرقوق أو التفاح rakia في المنطقة الشمالية من البوسنة .